# 北海道稚内商工高等学校
北海道稚内商工高等学校（ほっかいどうわっかないしょうこうこうとうがっこう、英: Hokkaido Wakkanai Shoko High School）は、かつて北海道稚内市富岡にあった公立（道立）の商工高等学校。北海道稚内高等学校との統合により、2013年（平成25年）3月末に閉校した。

## 沿革
- 1953年（昭和28年）4月 - 北海道稚内高等学校より商業科が分離され稚内市緑1丁目にて北海道稚内商業高等学校として開校。
- 1955年（昭和30年）9月 - 稚内市富岡1丁目1番1号に移転。
- 1965年（昭和40年）4月 - 機械科と電気科を設置。
- 1966年（昭和41年）4月 - 北海道稚内商工高等学校と改称。
- 1992年（平成4年）3月 - 新校舎落成。
- 1995年（平成7年）4月 - 商業科1間口を事務情報科に転換。
- 2005年（平成17年）3月 - 電気科を閉科する。
- 2009年（平成21年）3月 - 事務情報科が募集停止し、商業科・機械科各1クラスに。
- 2010年（平成22年）3月 - 稚内商工高等学校として最後の生徒募集となる。
- 2011年（平成23年）
  - 3月 - 事務情報科を閉科する。
  - 北海道稚内高等学校との統合に伴い生徒募集停止。
- 2013年（平成25年）3月 - 閉校。

## 稚内大谷高等学校の校舎へ
校舎は、2014年（平成26年）4月に稚内市が北海道から買い上げを実施。2014年（平成26年）8月に稚内大谷高等学校が移転した。その後、稚内市と稚内大谷高等学校との間で所有権の交換が行われ、現在は稚内大谷高等学校の所有となっている（稚内大谷高等学校の旧校舎は稚内市が改装し稚内市みどりスポーツパークになった）。